# 이순우 (고려)
이순우(李純祐, ? ~ 1196년 음력 3월)는 고려 중기의 문신이자 작가, 시인이며, 초명은 이청(李請), 자(字)는 발지(拔之)이다. 호는 자미(紫薇)이다. 이명은 이순우(李純佑)이다.
1163년(고려 의종 17년) 10월 문과(文科)에 장원으로 급제, 충주 사록(忠州司錄)을 거쳐 1186년(명종 16년) 공역승 겸 직한림원(供驛丞兼直翰林院)으로 명을 받아 유창(乳瘡:젖이 곪는 종기)으로 고생하는 왕태후(王太后:恭睿太后任氏)를 위해 기도문을 지었는데 "종기는 어머니의 젖에 났으나 아픔은 짐의 마음에 있다(瘡生母乳痛在朕心)"는 글귀로 왕의 총애를 받기 시작, 그로부터 총애를 받아 벼슬이 누차 올라 우정언지제고, 국자감제주(祭酒), 동북면병마사, 간의대부, 한림학사(翰林學士), 국자감대사성 등을 역임하였다.
그밖에 그는 최자의 보한집에 의하면 동북면병마사로 근무하기도 하였고, 동국이상국집에는 상장군 겸 상서 등의 직책도 역임했다 한다. 그밖에도 이규보, 이인로, 김예경(金禮卿, 최자의 외조부) 등과 시문을 주고받은 것이 최자의 보한집, 이인로의 파한집, 이규보의 동국이상국집 등에 전하나, 그가 지어서 보낸 시는 1수 외에 전하지 않는다.
1185년 중서사인 지제고를 거쳐 1188년 간의대부로 재직 중에는 팔관회에서 소의 젖을 너무 짜내어 농사지을 소의 손상이 심함을 아뢰어 백성들이 기뻐하였다. 두 번 과거를 주관하였으며, 국자감대사성(大司成)에 이르러 1196년(명종 28년) 음력 3월 최충헌의 난 때 인은관(仁恩館)에 갇혔다가 최충헌(崔忠獻)에게 살해되었다.

## 생애

### 출생 일화
아버지는 중서사인 이양식이고 어머니는 박씨(朴氏)이다. 박씨부인의 본관과 친정아버지는 미상이다.
그의 모친 박씨(朴氏)는 오랫동안 아들이 없자 뜰에서 촛불을 켜고 하늘에 후사를 빌었는데, 어느 날 갑자기 어린아이가 촛대를 타고 내려오는 것을 보고, 받아서 가슴에 품는 꿈을 꾸었다.
그로부터 임신해 아들을 낳고는 이름을 이청(李請)이라 했는데, 하늘에 청을 올려 얻었다는 뜻이었다. 아호는 자미인데, 이인로의 파한집 상권에 李紫薇純祐出鎭關東云, ‘細柳營中新上將, 紫薇花下舊中書(자미(紫薇) 이순우(李純祐)가 관동(關東)에 출진했을 때 짓기를, '세류영(細柳營)의 새 상장(上將)은 자미화(紫薇花) 아래의 옛 중서(中書)로구나'라고 하였다)고 하여 그의 아호가 자미라고 기록되어 있다.
어려서부터 글을 잘 지었으며, 독서를 좋아하였다. 부인의 이름과 본관은 미상이다.

### 과거 급제와 관료생활
1163년(고려의종 17년) 9월 동지추밀원사(同知樞密院事) 김영윤(金永胤)이 지공거(知貢擧), 좌승선(左承宣) 김양(金諹)이 동지공거(同知貢擧)가 되어 진사(進士)시를 주관할 때 선발되었다. 그해 10월 1일 동지추밀원사(同知樞密院事) 김영윤(金永胤)과 좌승선(左承宣) 김양(金諹)이 주관한 문과(文科)에 장원으로 급제하여, 충주사록(忠州司錄)으로 관직 생활을 시작했다.
의종 연간에 주시관(主試官)으로 문과를 주관하여 채보문(蔡寶文) 등을 선발하였다. 명종 초에 공역승(供驛丞)으로 옮기고 직한림원(直翰林院)을 겸했는데, 왕이 이순우에게, 당시 유창(乳瘡)을 앓던 공예태후(恭睿太后)를 위해 기도문을 짓게 했다. 그 중 "종기는 모후의 젖에 났으나 아픔은 짐의 마음에 있다. (有瘡生母乳 痛在朕心)"라는 글귀에 왕이 감격하였다.
| “ | 경은 어찌 짐의 마음을 얻었는가. 先得朕心矣                                | ” |
|   | — 고려사 열전 제12권, 고려사절요 제13권 "이순우를 중서사인 지제고로 삼다" |   |

기도문 중의 한 구절을 본 왕은 이순우가 자신의 마음을 앞서 헤아렸다며 감탄했고, 이 때부터 왕에게 각별한 총애를 받아, 우정언(右正言)·지제고(知制誥)로 발탁되었다가, 1185년(명종 15) 7월 중서사인·지제고(中書舍人 知制誥)에 임명되었다.
이후 다시 국자좨주(國子祭酒), 동북면병마사, 간의대부(諫議大夫)·한림학사(翰林學士)로 승진하였다. 고려사와 고려사절요에는 국자좨주, 간의대부, 한림학사로 승진했다고 기록되었지만, 최자의 보한집에 의하면 국자좨주로 동북면 병마사에 부임해 가다가 금강산에서 시 한수를 지었다 한다. 1188년(명종 18) 팔관회(八關會) 때 쓸 약을 달이기 위해 경기 지방의 암소를 동원해 수락(酥酪)을 만드는 일의 폐단을 지적하고 이를 폐지할 것을 청했는데, 왕이 이를 따르자 백성들이 크게 기뻐했다.
외직으로 동북면병마사(東北面兵馬使)를 역임하기도 했다. 한때 옥당에 들기도 했는데, 이인로에 의하면 "의종이 즉위하였을 때 유희와 황빈연이 서로 이어 옥당에 입시하였다. 명종 때에는 이순우가 먼저 이름이 나고 재주는 없지만 그 뒤를 이었다" 고 한다.

### 생애 후반
팔관회에서 전약(典藥 : 다락죽)을 만들기 위해 사기(四機: 동경, 서경, 남경, 개경) 백성의 농우에서 젖을 너무 많이 짜내어 농우와 송아지의 손상이 심하자, 1188년(고려 명종 18년) 10월 그는 농우와 송아지의 손상이 심하며 전약이 반드시 필요한 약이 아닌 것을 들어 팔관회를 폐지할 것을 명종에게 건의, 왕이 허락하여 폐지하여 백성들이 감열하였다 한다.
| “ | 근래 팔관회로 인하여 궁중에서 약을 달이는 데 쓰기 위하여 의관들이 해마다 서울 근처의 백성들의 소를 취하여 젖을 짜서 수를 만드는데, 이로 인해 암소와 송아지가 다 상합니다. 그 약은 본디 구급용도 아니요, 또 밭가는 소를 손상시키므로 청컨대 이를 파하소서. 近來因八關煎藥, 命醫官, 歲取四畿民乳牛, 絞取乳汁, 煎而成酥, 牸犢俱傷. 其藥本非備急, 且損耕牛, 請罷之. | ” |

왕이 옳게 여겨 폐지하니 백성들은 기뻐하였다.
그밖에도 그는 이부낭중을 역임했는데 이부낭중을 역임한 시점은 알려져 있지 않고, 서하 임춘(西河 林椿)의 문집인 서하집에는 임춘이 서해라는 인물을 당시 이부낭중이던 이순우에게 추천하는 편지를 보낸 것이 실려 있다.
이후 상장군 겸 상서(上將軍兼尙書)로 있을 때 이규보 등과 기상서의 수정을 방문했다. 이때 그가 이규보에게 지어준 시는 전하지 않고, 이규보가 그에게 답례한 답시문만 현재 전한다.
1191년(명종 21) 국자시(國子試)를 주관하여 홍경(洪儆) 등을 선발했고, 이후 관직이 국자감대사성(國子監大司成)에 이르렀으나, 1196년(명종 26) 음력 3월 평장사(平章事) 권절평(權節平)·손석(孫碩), 상장군 길인(吉仁) 등의 반 최충헌(崔忠獻) 정변 모의에 연루되어, 참지정사(參知政事) 이인성(李仁成), 상장군 강제(康濟)·문득려(文得呂), 좌승선(左承宣) 문적(文迪), 우승선(右承宣) 최광유(崔光裕) 등과 함께 인은관(仁恩館)에 갇혔다가 최충헌에게 살해되었다.

## 가족
오래되어 그의 가족관계는 대부분 실전되었다. 전하는 것은 부모 양위와 아들 이적 등이 전한다. 아버지 이양식은 본래 이알평의 47세손이자 신라 소판 이거명의 12대손인 이선용의 차남이었다.
- 할아버지 : 이선용(李宣用)
- 아버지 : 이양식(李陽植)
- 어머니 : 박씨(朴氏)
- 부인 : 실전
- 아들 : 이적(李迪, 호는 옥계(玉溪), 우계현 호장을 지냈다.)
  - 손자 : 이홍준(李洪俊, 중윤 호장을 역임하였다.)
  - 손자며느리 : 삼척심씨(三陟沈氏), 장사랑 양온령동정 심윤의의 딸
  - 손자 : 이공용(李公用)
- 후손 : 이녹후(李祿厚, 문하시중 옥천부원군 역임)
- 후손 : 이신송(李臣松), 정확한 촌수관계를 알 수가 없음

## 작품
이규보에 의하면 국자제주 재직 시 그가 부령 객사(扶寧客舍) 판상(板上)에 그가 지은 시가 걸려있었다 하나 후에 실전되었다.
최자에 의하면 그가 제주(祭酒)로 있다가 동북면병마사(東北面兵馬使)가 되어 풍악산을 지나던 중 절구 한 수를 지어 읊었으나 최자의 외조부 김예경(金禮卿)이 그 시에 차운했다 한다. 그가 풍악산에서 지었다는 시 역시 실전된다.
자미(紫薇: 백일홍)가 많이 피어 있는 중서성(中書省)에서 근무하던 이순우는 강원도 관동 지방에 나아가 시를 지었는데, 다음과 같다.
| “ | 군대가 주둔하는 세류영(細柳營)으로 새로 부임한 상장군은 자미 꽃 아래에서 노닐던 중서성의 옛 벼슬아치로다. | ” |

그밖에 상장군 겸 상서로 재직 중일 때 기홍의 상서에서 술을 마시던 이규보에게 시를 지어주자, 이규보가 화답으로 답시를 지어준 것이 동국이상국집 2권에 전한다. 그러나 이순우가 이규보에게 먼저 선보였다는 시는 전하지 않는다.

## 기타
그보다 백년 뒤의 인물인 밀직사부사를 지낸 배정지(裵廷芝)의 외조부이자, 어머니 우계군부인 이씨(羽溪郡夫人 李氏)의 친정아버지는 내시 양온령동정(內侍 良醞令同正)을 지낸 이신송(李臣松)인데, 이순우와는 정확하게 혈연관계가 어떻게 되는지 알려져 있지 않다.
19세기 울진장씨 족보를 편찬하는 과정에서 발견된 1415년 장인숙(張仁淑) 호구입안(戶口立案) 등에도 그의 이름이 나타난다. 장인숙의 호구입안에 의하면 이순우는 장인숙의 처 옥당군부인 이씨(玉堂郡夫人李氏, 1347년 ~ ?)의 친정 6대조 할아버지가 된다.
1415년(조선 태종 15) 울진군 관아에서 발급한 이 호구입안에 의하면 그보다 100년 뒤의 사람인 이구가 그의 증손자가 된다.

## 참고
| - 고려사 - 고려사절요 - 고려명신전 - 무신정변 - 이규보 - 이녹후 - 이구 - 이인로 - 이강제 | - 보한집 - 파한집 - 동국이상국집 - 김예경 - 문득려 - 이인성 - 팔관회 - 연등회 - 이의 |

## 참고 문헌
- 박은봉, 《한국사 뒷 이야기》(실천문학사, 1997) 29
- 이인로, 《파한집:우리고전소설 다시읽기 23》 (신원문화사, 2002)
- 유태종, 《음식궁합 2》 (아카데미북, 2001) 294
- 유재하, 《고려왕조사 3:명종-원종》 (학문사, 2000)
- 남공철, 《국역 고려명신전》(김동주 역, 성남 문화원, 2004)
- 최자, 《보한집:우리 고전 다시 읽기 24》 (구인환 편역, 신원문화사, 2003) 63
- 신천식, 《고려교육사연구》 (경인문화사, 1995)
- 정도전 외, 《국역 고려사 22:열전 3권》 (동아대학교 석당학술원, 2006)
- 임기중, 《신라 가요와 기술물의 연구 : 주력 관념을 중심으로》 (이우출판사, 1981)
- 안지원, 《고려의 국가 불교 의례와 문화: 연등, 팔관회와 제석도량을 중심으로》 (서울대학교 출판부, 2006)